# Kommerzijl
Kommerzijl (en groningois : Kommerziel) est un village de la commune néerlandaise de Westerkwartier, situé dans la province de Groningue. 

## Géographie
Le village est situé à 16 km au nord-ouest de Groningue.

## Histoire
Kommerzijl fait partie de la commune de Zuidhorn avant le 1er janvier 2019, date à laquelle celle-ci est rattachée à Westerkwartier.

## Démographie
Le 1er janvier 2018, le village comptait 551 habitants.